# Observatorielunden

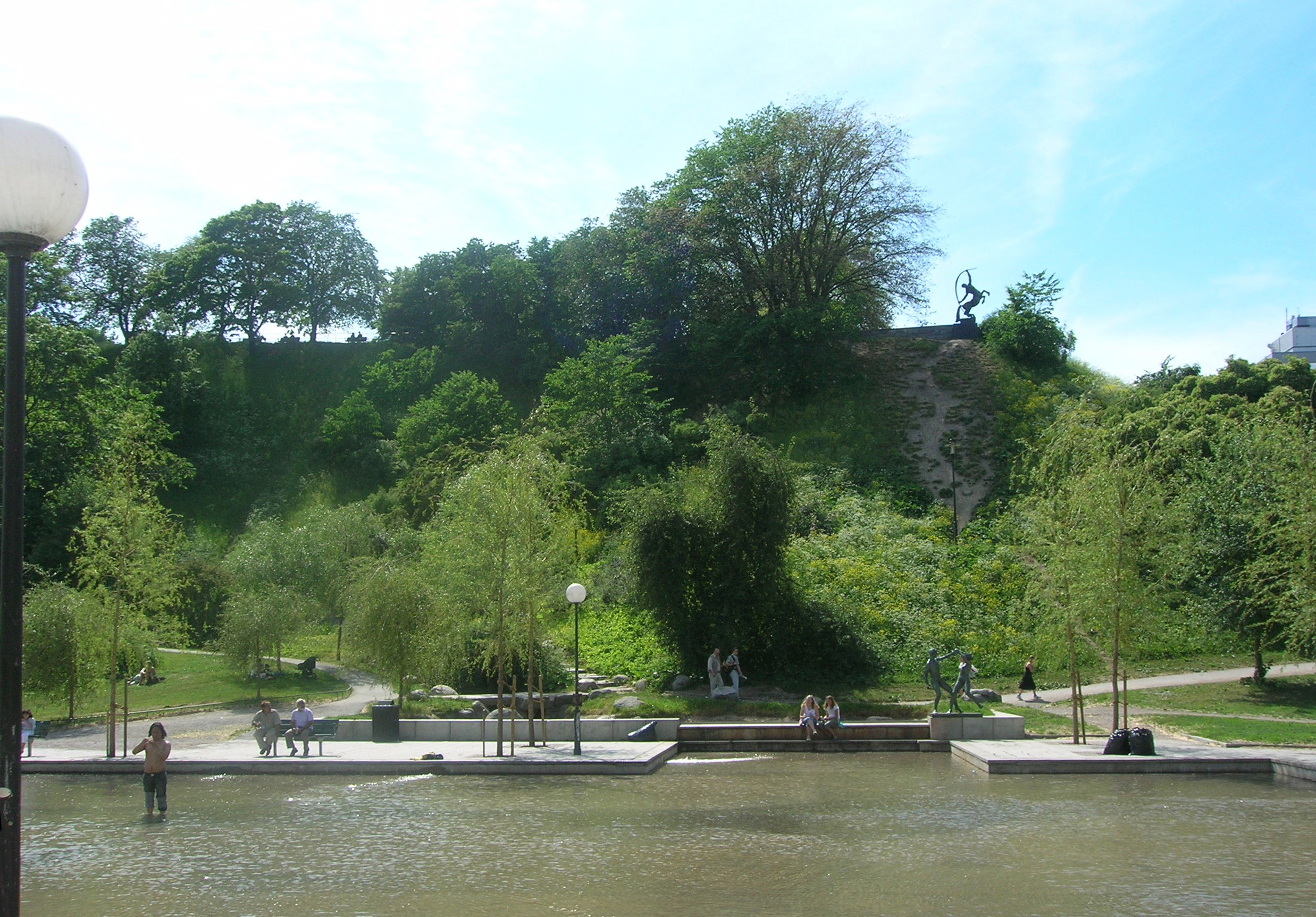
Observatoriekullen sedd från Sveavägen

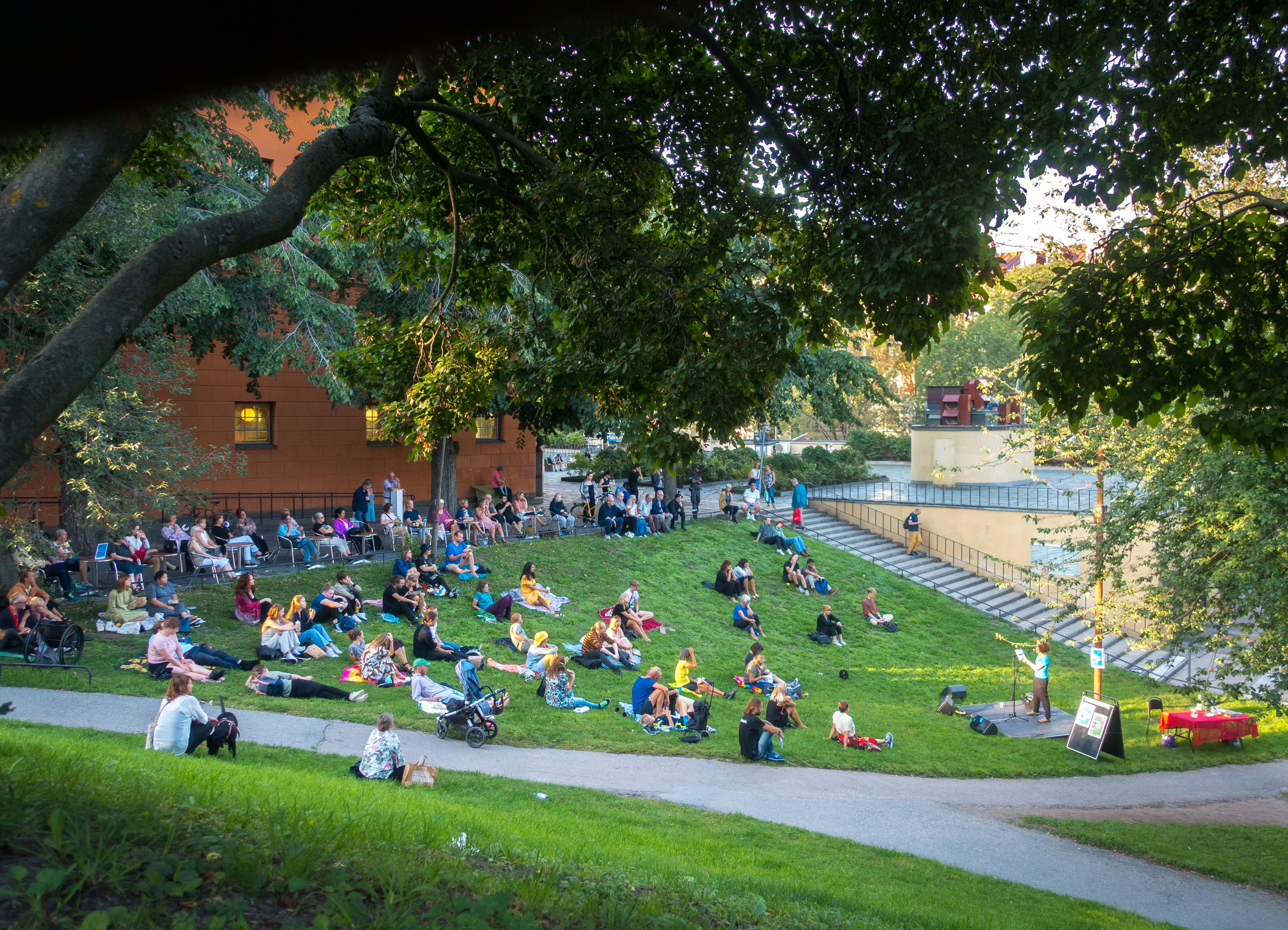
Observatorielunden under kultureventet Poesi i parken 2019.

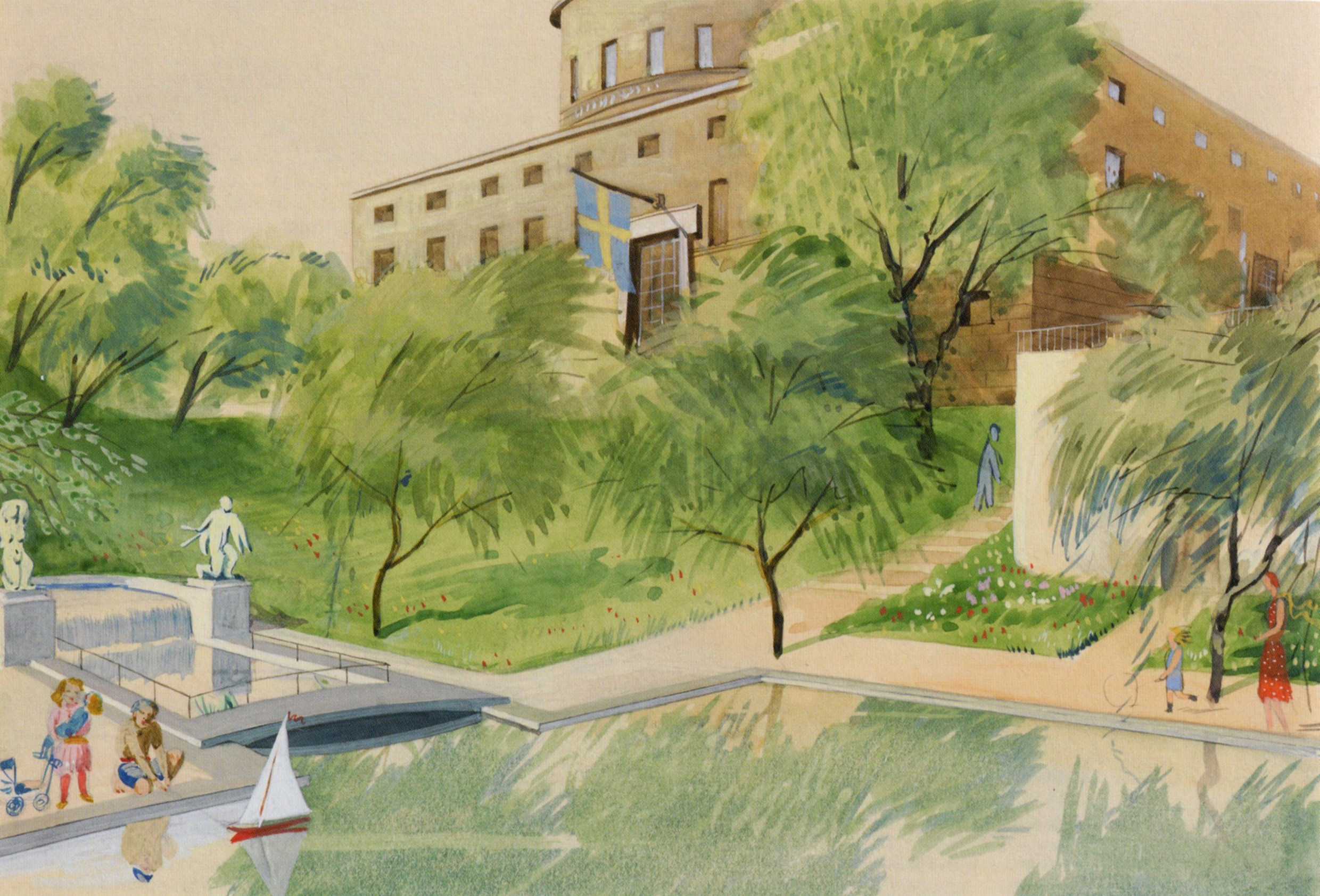
Gunnar Asplunds skiss för Observatorielundens del mot Sveavägen, 1931

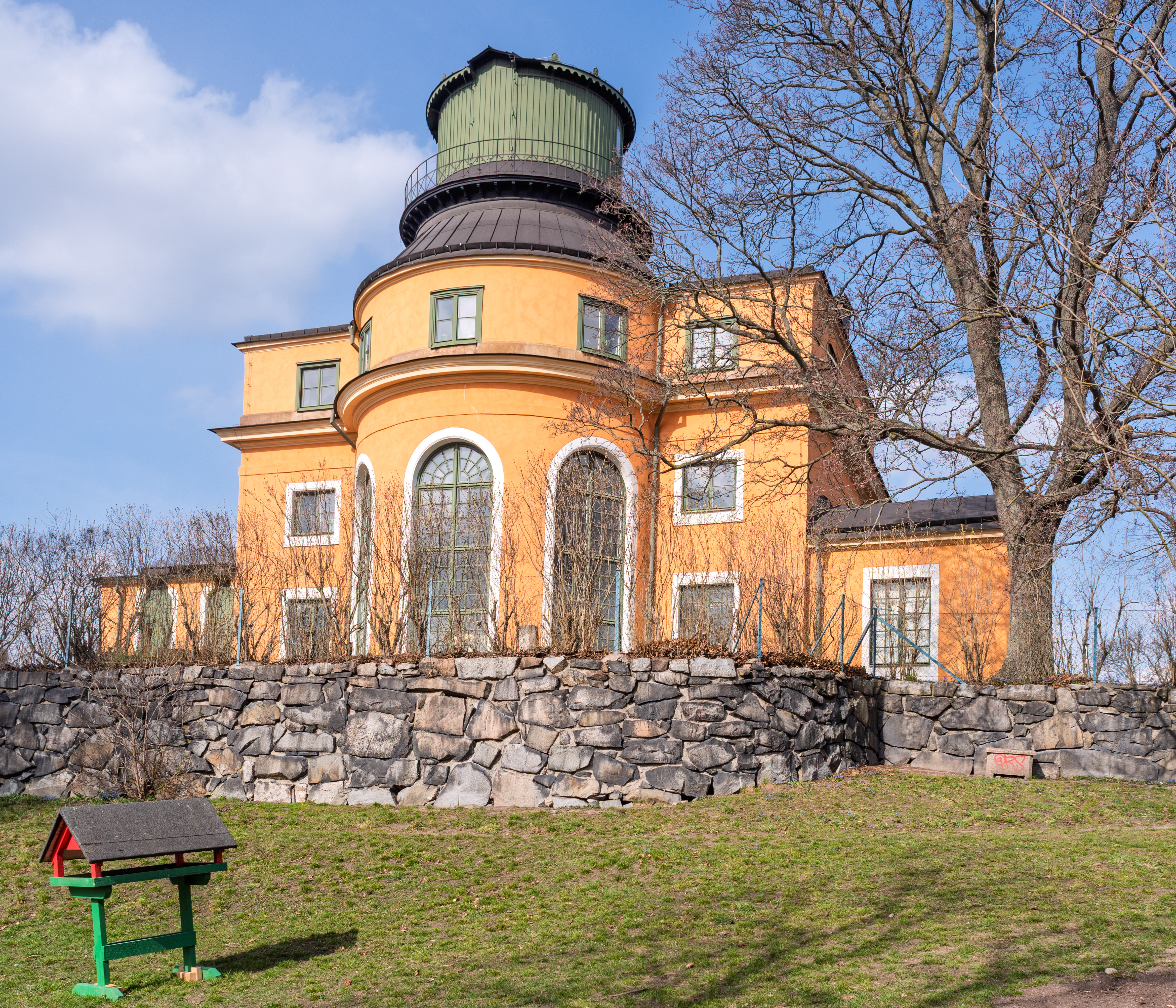
Stockholms gamla observatorium.

Observatorielunden med Observatoriekullen är en park i Vasastan i centrala Stockholm, belägen ovanpå rullstensåsen Stockholmsåsen. Observatorielunden avgränsas av Kungstensgatan och Drottninggatan i söder, Odengatan i norr, Sveavägen och Bertil Ohlins gata i öster och Norrtullsgatan i väster. Parken ligger nära Odenplan i Vasastan i Stockholms innerstad. 

## Tidig historia
Observatorielunden är uppkallad efter Stockholms gamla observatorium som är beläget i parken. Den är en populär utsiktspunkt, speciellt åt öster. Observatoriekullens högsta del ligger 42 m ö.h. och parkens yta uppgår till 4,8 hektar (250 × 370 meter). På kullens norra sluttning stod tidigare väderkvarnen Spelbomskan, kvarnen brann ned år 1868.

## Akademiska institutioner
Observatorielunden utgör hjärtat i en del av Stockholmsstadsdelen Vasastan, som under 1900-talets första hälft hade flera akademiska institutioner, och området har därför av vissa kallats "Kunskapens kvarter". 

### Handelshögskolan i Stockholm
Sydöst om parken Observatorielunden ligger Handelshögskolan i Stockholms huvudbyggnad på Sveavägen 65 och Kungstensgatan 32. Skolan uppfördes 1925 på uppdrag av Handelshögskoleföreningen under ledning av Knut Wallenberg, arkitekt Ivar Tengbom. Förebild var ett italienskt renässanspalats. Byggnaden finansierades genom stora donationer, bland annat från Knut och Alice Wallenbergs stiftelse.

### Stockholms högskola, föregångare till Stockholms universitet
Söder om parken ligger Stockholms högskolas (föregångare till Stockholms universitet) tidigare huvudbyggnad på Kungstensgatan 45. 
Väster om Observatorielunden, på Norrtullsgatan 2, ligger byggnaden för Stockholms högskolas tidigare juridiska fakultet, kallad Juridicum, idag kallad Studentpalatset.  

### Stockholms stadsbibliotek
Norr om den stora dammen ligger den monumentala huvudbyggnaden för Stockholms stadsbibliotek, uppfört 1928, arkitekt Gunnar Asplund. Byggnaden finansierades genom stora donationer, bland annat från Knut och Alice Wallenbergs stiftelse, och ägs idag av Stockholms stad.

### Teknologiska institutet, föregångare till Kungliga tekniska högskolan
Vid Drottninggatan ligger Gamla tekniska högskolan. Byggnaderna uppfördes i etapper med start på 1860-talet. De förblev institutionsbyggnader efter KTH:s flytt till Valhallavägen på 1910-talet och kom successivt att övertas av den då närbelägna Stockholms högskola. 

## Skulpturer och dammar
På kullens nordöstra hörn reser sig bronsskulpturen Kentauren från 1936 som räknas till Sigrid Fridmans mest kända verk.
Även området nedanför och öster om Observatoriekullen, räknas till Observatorielunden. Vid Sveavägen finns en stor damm, 1840 m², byggd år 1932, som på vintern används för skridskoåkning. Förr brukade även barn bada här. http://www.stockholmskallan.se/PostFiles/UTB/ArtiklarDirektPress/Artikel_Direktpress_24_juli_2010_plaskdammar.pdf Där finns även en konstgjord bäck, Bäckfåran av arkitekt Gunnar Asplund år 1935, och en mindre damm, Källan, av trädgårdsarkitekten Erik Glemme. Dessutom skulpturen Dansande ungdom i konststen av Ivar Johnsson från år 1937.